# Nicolás Massú
Pour les articles homonymes, voir Massu.
Nicolás Massú, né le 10 octobre 1979 à Viña del Mar, est un joueur de tennis chilien, professionnel de 1997 à 2013.
Surnommé Vampiro (Vampire), il fut champion olympique de tennis en simple et en double à Athènes en 2004.
Il a été l'entraîneur du joueur autrichien Dominic Thiem de 2019 à 2023, période pendant laquelle — en 2019 et 2020 — Thiem atteint trois finales du Grand Chelem et en remporte une à l’US Open.

## Carrière
Fin 2003, il atteint la finale du Masters de Madrid en battant en huitièmes de finale le no 2 mondial Andy Roddick, ce qui le propulse à la 13e place mondiale. En 2004, il est au sommet de sa carrière grâce à de bons résultats sur terre battue notamment. Il atteint la 11e place et y reste de mars à mai. En juillet, il remporte le tournoi le plus important de sa carrière, le tournoi de Kitzbühel de la catégorie ATP 500. En août, il devient champion olympique aux Jeux d'Athènes de 2004 en simple et en double — avec Fernando González — sur dur, alors même qu'il n'avait remporté que 3 matchs de double et aucun en simple sur cette surface depuis le début de l'année. Classé 14e, il est tête de série no 10 (puis no 9 à la suite d'un forfait) en raison de l'absence des no 3, 7, 8, 9 et 10. Il bat Carlos Moyà no 4 mondial en quart de finale. Les joueurs mieux classés que lui (Roger Federer, Andy Roddick, Fernando González, Tim Henman, Juan Carlos Ferrero, Rainer Schüttler, Sébastien Grosjean et Marat Safin) sont déjà éliminés, il n'a plus qu'à respecter son classement et battre les deux Américains Taylor Dent (en demi-finale) et Mardy Fish (en finale). Alors que les premiers tours se jouent en deux sets gagnants, la finale se joue en 3 sets gagnants. Il se retrouve mené 2 sets à 1 mais remporte le match en 5 sets. Ce sont les seules médailles d'or que le Chili a remportées dans toute son histoire olympique. Nicolas Massú et son compatriote Fernando González (médaillé en double) sont les seuls joueurs dans les têtes de série qui sont issus d'un pays qui ne possédait aucune médaille d'or olympique, ce qui était une motivation en plus pour eux.
Il est l'entraîneur du joueur de tennis Dominic Thiem de 2019 à avril 2023.

## Palmarès

### Titres en simple messieurs
| No | Date       | Nom et lieu du tournoi                         | Catégorie     | Dotation  | Surface      | Finaliste          | Score                   |          |
| -- | ---------- | ---------------------------------------------- | ------------- | --------- | ------------ | ------------------ | ----------------------- | -------- |
| 1  | 18-02-2002 | Copa AT&T, Buenos Aires                        | Int' Series   | 400 000 $ | Terre (ext.) | Agustín Calleri    | 2-6, 7-6, 6-2           | Parcours |
| 2  | 14-07-2003 | Priority Telecom Dutch Open Tennis, Amersfoort | Int' Series   | 355 000 $ | Terre (ext.) | Raemon Sluiter     | 6-4, 7-63, 6-2          | Parcours |
| 3  | 22-09-2003 | Campionati Internazionali di Sicilia, Palerme  | Int' Series   | 355 000 $ | Terre (ext.) | Paul-Henri Mathieu | 1-6, 6-2, 7-60          | Parcours |
| 4  | 19-07-2004 | Generali Open, Kitzbühel                       | Series Gold   | 782 828 $ | Terre (ext.) | Gastón Gaudio      | 7-63, 6-4               | Parcours |
| 5  | 15-08-2004 | Olympic Tennis Event, Athènes                  | J. olympiques | NC $      | Dur (ext.)   | Mardy Fish         | 6-3, 3-6, 2-6, 6-3, 6-4 | Parcours |
| 6  | 20-02-2006 | Brasil Open, Costa do Sauípe                   | Int' Series   | 355 000 $ | Terre (ext.) | Alberto Martín     | 6-3, 6-4                | Parcours |

### Finales en simple messieurs
| No | Date       | Nom et lieu du tournoi                    | Catégorie      | Dotation    | Surface      | Vainqueur           | Score         |          |
| -- | ---------- | ----------------------------------------- | -------------- | ----------- | ------------ | ------------------- | ------------- | -------- |
| 1  | 01-05-2000 | US Men's Clay Court Championship, Orlando | Int' Series    | 325 000 $   | Terre (ext.) | Fernando González   | 6-2, 6-3      | Parcours |
| 2  | 01-01-2001 | AAPT Championships, Adélaïde              | Int' Series    | 350 000 $   | Dur (ext.)   | Tommy Haas          | 6-3, 6-1      | Parcours |
| 3  | 21-07-2003 | Generali Open, Kitzbühel                  | Series Gold    | 900 000 $   | Terre (ext.) | Guillermo Coria     | 6-1, 6-4, 6-2 | Parcours |
| 4  | 08-09-2003 | BCR Open Romania, Bucarest                | Int' Series    | 355 000 $   | Terre (ext.) | David Sánchez       | 6-2, 6-2      | Parcours |
| 5  | 13-10-2003 | Tennis Masters Madrid, Madrid             | Masters Series | 2 200 000 $ | Dur (int.)   | Juan Carlos Ferrero | 6-3, 6-4, 6-3 | Parcours |
| 6  | 30-01-2006 | Movistar Open, Viña del Mar               | Int' Series    | 355 000 $   | Terre (ext.) | José Acasuso        | 6-4, 6-3      | Parcours |
| 7  | 24-04-2006 | Grand-Prix Hassan II, Casablanca          | Int' Series    | 355 000 $   | Terre (ext.) | Daniele Bracciali   | 6-1, 6-4      | Parcours |
| 8  | 17-07-2006 | Dutch Open Tennis, Amersfoort             | Int' Series    | 355 000 $   | Terre (ext.) | Novak Djokovic      | 7-65, 6-4     | Parcours |
| 9  | 29-01-2007 | Movistar Open, Viña del Mar               | Int' Series    | 423 000 $   | Terre (ext.) | Luis Horna          | 7-5, 6-3      | Parcours |

### Titre en double messieurs
| No | Date       | Nom et lieu du tournoi       | Catégorie     | Surface    | Partenaire        | Finalistes                        | Score                    |          |
| -- | ---------- | ---------------------------- | ------------- | ---------- | ----------------- | --------------------------------- | ------------------------ | -------- |
| 1  | 15-08-2004 | Olympic Tennis Event Athènes | J. olympiques | Dur (ext.) | Fernando González | Nicolas Kiefer · Rainer Schüttler | 6-2, 4-6, 3-6, 7-67, 6-4 | Parcours |

### Finales en double messieurs
| No | Date       | Nom et lieu du tournoi                                 | Catégorie   | Dotation  | Surface      | Vainqueurs               | Partenaire         | Score    |          |
| -- | ---------- | ------------------------------------------------------ | ----------- | --------- | ------------ | ------------------------ | ------------------ | -------- | -------- |
| 1  | 01-03-2004 | Abierto Mexicano de Tenis Telefónica Movistar Acapulco | Series Gold | 627 000 $ | Terre (ext.) | Bob Bryan Mike Bryan     | Juan Ignacio Chela | 6-2, 6-3 | Parcours |
| 2  | 18-07-2005 | The Priority Telecom Open Amersfoort                   | Int' Series | 355 000 $ | Terre (ext.) | Martín García Luis Horna | Fernando González  | 6-4, 6-4 | Parcours |

## Parcours dans les tournois duGrand Chelem

### En simple
| Année | Open d'Australie | Open d'Australie | Internationaux de France | Internationaux de France | Wimbledon       | Wimbledon     | US Open         | US Open      |
| ----- | ---------------- | ---------------- | ------------------------ | ------------------------ | --------------- | ------------- | --------------- | ------------ |
| 2000  | —                | —                | 2e tour (1/32)           | J. Stoltenberg           | 1er tour (1/64) | C. Vinck      | 1er tour (1/64) | M. Ríos      |
| 2001  | 1er tour (1/64)  | T. Haas          | 1er tour (1/64)          | X. Malisse               | 3e tour (1/16)  | A. Agassi     | 2e tour (1/32)  | A. Agassi    |
| 2002  | 1er tour (1/64)  | J. Björkman      | —                        | —                        | 1er tour (1/64) | J.-M. Gambill | 3e tour (1/16)  | G. Kuerten   |
| 2003  | —                | —                | 2e tour (1/32)           | J. C. Ferrero            | 2e tour (1/32)  | Y. El Aynaoui | 3e tour (1/16)  | C. Moyà      |
| 2004  | 1er tour (1/64)  | J. Nieminen      | 3e tour (1/16)           | T. Robredo               | 1er tour (1/64) | A. Popp       | 2e tour (1/32)  | S. Sargsian  |
| 2005  | 2e tour (1/32)   | P. Kohlschreiber | 1er tour (1/64)          | S. Wawrinka              | 2e tour (1/32)  | J. Gimelstob  | 1/8 de finale   | G. Coria     |
| 2006  | 1er tour (1/64)  | G. Simon         | 3e tour (1/16)           | R. Federer               | 1er tour (1/64) | A. Murray     | 2e tour (1/32)  | M. Youzhny   |
| 2007  | 1er tour (1/64)  | N. Djokovic      | 2e tour (1/32)           | I. Andreev               | 1er tour (1/64) | T. Berdych    | 1er tour (1/64) | T. Johansson |
| 2008  | 1er tour (1/64)  | J. Blake         | —                        | —                        | —               | —             | —               | —            |
| 2009  | 1er tour (1/64)  | N. Almagro       | 2e tour (1/32)           | S. Wawrinka              | —               | —             | 1er tour (1/64) | F. González  |
| 2010  | —                | —                | 1er tour (1/64)          | F. Fognini               | 1er tour (1/64) | I. Bozoljac   | —               | —            |

N.B. : à droite du résultat se trouve le nom de l'ultime adversaire.

### En double
| Année | Open d'Australie            | Open d'Australie  | Internationaux de France      | Internationaux de France | Wimbledon                   | Wimbledon             | US Open                    | US Open                |
| ----- | --------------------------- | ----------------- | ----------------------------- | ------------------------ | --------------------------- | --------------------- | -------------------------- | ---------------------- |
| 2003  | —                           | —                 | —                             | —                        | —                           | —                     | 1er tour (1/32) A. Martín  | R. Sluiter M. Verkerk  |
| 2004  | 1er tour (1/32) F. González | B. Bryan M. Bryan | —                             | —                        | 1er tour (1/32) F. Mantilla | J. Benneteau N. Mahut | 1/4 de finale F. González  | M. Knowles D. Nestor   |
| 2005  | —                           | —                 | 1/2 finale F. González        | J. Björkman M. Mirnyi    | 2e tour (1/16) F. González  | X. Malisse O. Rochus  | 1/8 de finale F. González  | B. Bryan M. Bryan      |
| 2006  | —                           | —                 | —                             | —                        | —                           | —                     | 2e tour (1/16) J. I. Chela | F. Santoro N. Zimonjić |
| 2007  | —                           | —                 | 1er tour (1/32) T. Gabachvili | M. Kohlmann R. Schüttler | —                           | —                     | 2e tour (1/16) V. Spadea   | J. Kerr T. Phillips    |
| 2008  | 2e tour (1/16) N. Almagro   | B. Bryan M. Bryan | —                             | —                        | —                           | —                     | —                          | —                      |

N.B. : le nom du ou de la partenaire se trouve sous le résultat ; le nom des ultimes adversaires se trouve à droite.

## Parcours dans lesMasters 1000
| Année | Indian Wells             | Miami                | Monte-Carlo             | Rome                      | Hambourg puis Madrid  | Canada                | Cincinnati           | Stuttgart puis Madrid puis Shanghai | Paris                      |
| ----- | ------------------------ | -------------------- | ----------------------- | ------------------------- | --------------------- | --------------------- | -------------------- | ----------------------------------- | -------------------------- |
| 2000  | —                        | 2e tour M. Norman    | —                       | —                         | —                     | —                     | —                    | —                                   | —                          |
| 2001  | 2e tour B. Ulihrach      | 1er tour G. Rusedski | —                       | —                         | —                     | —                     | —                    | 1er tour J. Novák                   | —                          |
| 2002  | —                        | —                    | 2e tour T. Henman       | —                         | —                     | —                     | —                    | —                                   | —                          |
| 2003  | —                        | 3e tour A. Costa     | —                       | 1er tour F. Volandri      | —                     | 1er tour M. Mirnyi    | —                    | Finale J. C. Ferrero                | 1/8 de finale R. Schüttler |
| 2004  | 2e tour R. Nadal         | 2e tour A. Pavel     | 1/8 de finale T. Henman | 1/4 de finale M. Zabaleta | 1er tour J. Melzer    | 1er tour T. Johansson | 1er tour M. Youzhny  | 2e tour T. Dent                     | 1/8 de finale L. Hewitt    |
| 2005  | —                        | —                    | —                       | 2e tour T. Henman         | 2e tour R. Gasquet    | 1er tour N. Kiefer    | 1er tour T. Henman   | 1er tour J. I. Chela                | 1er tour M. Mirnyi         |
| 2006  | 2e tour R. Federer       | 3e tour R. Štěpánek  | 1er tour D. Ferrer      | 1er tour N. Almagro       | 1er tour N. Davydenko | 1er tour R. Nadal     | 1er tour F. González | 2e tour R. Federer                  | 1er tour A. Clément        |
| 2007  | 1er tour G. García-López | 1er tour F. López    | 2e tour J. C. Ferrero   | 1/8 de finale F. González | 1er tour M. Safin     | —                     | —                    | —                                   | —                          |
| 2008  | 2e tour T. Robredo       | —                    | —                       | —                         | —                     | —                     | —                    | —                                   | —                          |
| 2009  | 2e tour M. Safin         | 3e tour A. Murray    | —                       | —                         | —                     | —                     | —                    | —                                   | —                          |
| 2010  | —                        | 1er tour F. Serra    | —                       | —                         | —                     | —                     | —                    | —                                   | —                          |

N.B. : sous le résultat se trouve le nom de l’ultime adversaire.